# Dolenja Stara vas
Dolenja Stara vas je naselje u slovenskoj Općini Šentjerneju. Dolenja Stara vas se nalazi u pokrajini Dolenjskoj i statističkoj regiji Donjoposavskoj regiji. 

## Stanovništvo
Prema popisu stanovništva iz 2002. godine naselje je imalo 187 stanovnika.